# Спаранизе
Спаранѝзе (на италиански: Sparanise) е градче и община в Южна Италия, провинция Казерта, регион Кампания. Разположено е на 65 m надморска височина. Населението на общината е 7447 души (към 2010 г.).